# Rock.It
M/Y Rock.It, av ägaren skrivet ROCK.IT, är en motoryacht tillverkad av Feadship i Nederländerna. Hon sjösattes 2014 och levererades 2015 till sin ägare Jimmy John Liautaud, en amerikansk affärsman. Rock.It designades helt av Sinot Yacht Design. Motoryachten är 60,3 meter lång och har en kapacitet upp till tio passagerare fördelat på fem hytter. Den har en besättning på tolv besättningsmän.
Rock.It kostade omkring $100 miljoner att bygga.

## Galleri

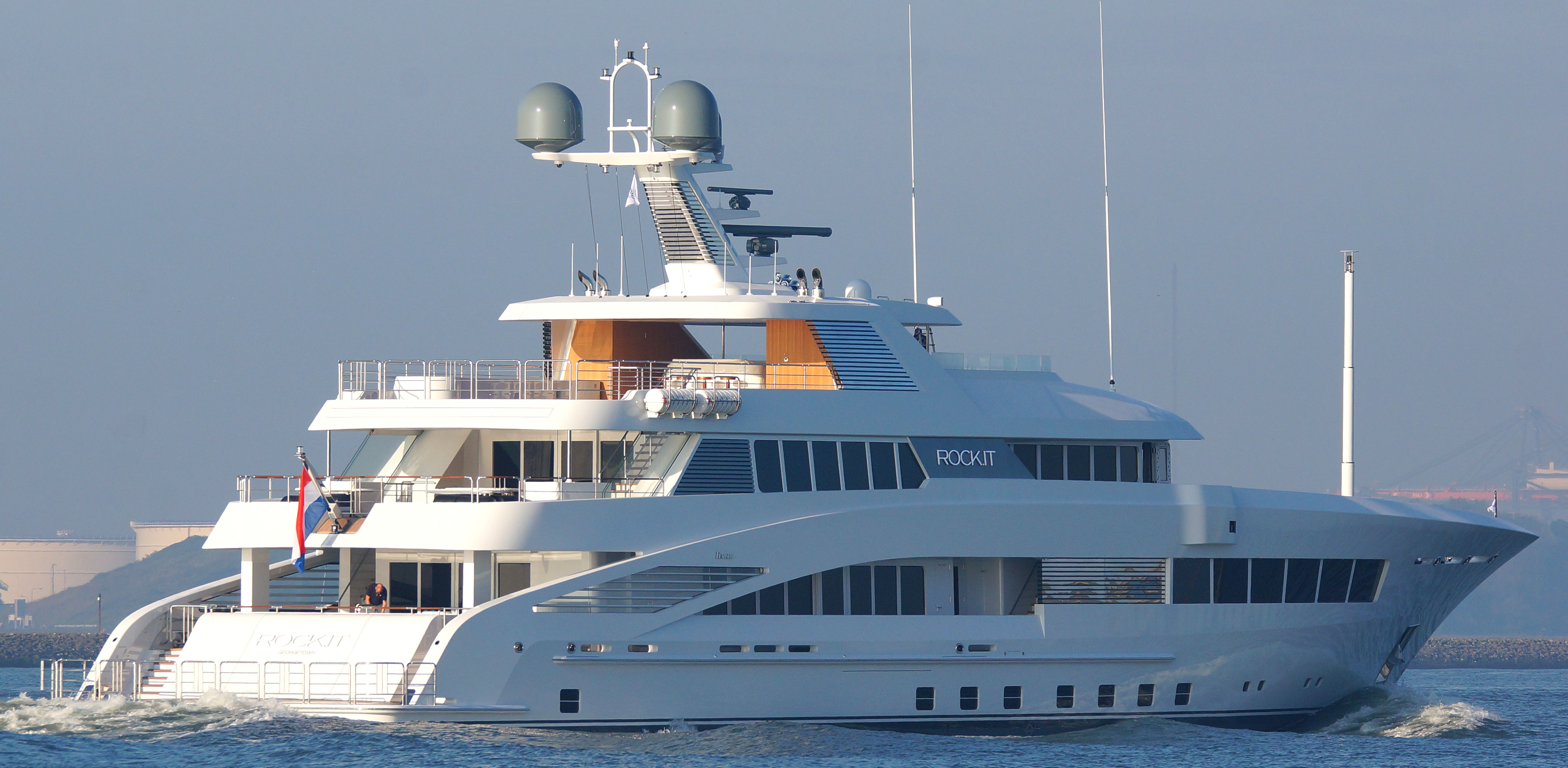
Rock.It utanför Rotterdam i Nederländerna, 2014.